# Cahiers de l'Hôtel de Galliffet
I Cahiers de l'Hôtel de Gallifet sono una collana di studi e testi di letteratura italiana  edita dall'Istituto Italiano di Cultura di Parigi. È stata creata nel 2004 da Paolo Grossi, che ne assicura tuttora la direzione.
Volumi pubblicati:
- I. L'Inferno di Dante, Atti della giornata di studi (19 gennaio 2004)
- II. Italo Calvino narratore, Atti della giornata di studi (19 novembre 2004)
- III. Corrado Alvaro, Paris sans fard, Un reportage italien de 1950
- IV. Michelangelo poeta e artista, Atti della giornata di studi (21 gennaio 2005)
- V. Vittorio Alfieri, Drammaturgia e autobiografia, Atti della giornata di studi (4 febbraio 2005)
- VI. Il giornalismo milanese dall'Illuminismo al Romanticismo, Atti della giornata di studi (18 novembre 2005)
- VII. Sul Canzoniere di Francesco Petrarca, Atti della giornata di studi (25 novembre 2005)
- VIII. Vincenzo Monti e la Francia. Atti del convegno internazionale di studi (Parigi, 24-25 febbraio 2006)
- IX. Insegnare la città. Atti delle giornate di studi (Poitiers e Parigi, 12-13-14 gennaio 2006)
- X. Governare a Firenze 1494-1530. Savonarola, Machiavelli, Guicciardini. Atti della giornata di studi (20 novembre 2006)
- XI. Antonio Tabucchi narratore. Atti della giornata di studi (17 novembre 2006)
- XII. Il romanzo di Ferrara. Atti del convegno internazionale di studi su Giorgio Bassani (Parigi, 12-13 maggio 2006)
- XIII. Giorgio Bassani, Poèmes (1945-1978)
- XIV. Silvia Fabrizio-Costa, Leonardo da Vinci e dintorni. Studi e appunti leonardiani
- XV. Le Rime di Dante. Atti della giornata di studi (16 novembre 2007)
- XVI. I drammi per musica di Pietro Metastasio. Atti della giornata di studi (19 novembre 2007)
- XVII. Gabriele D'Annunzio, Poèmes d'amour et de gloire
- XVIII. Gesualdo Bufalino, Musée d'ombres
- XIX. Sandro Boccardi, A l'heure des cendres Poèmes 1978-2008
- XX. Marie-José Tramuta, Le Destin du passeur. Lectures italiennes 1991-2008
- XXI. Benvenuto Cellini. Artista e scrittore. Atti della giornata di studi (14 novembre 2008)
- XXII. Gli scrittori e la Grande Guerra. Atti della giornata di studi (17 novembre 2008)
- XXIII. Giacomo Lubrano, La Voix dans le vide. Sonnets
- XXIV. Matilde Serao, Le Ventre de Naples 1884-1904
- XXV. La città nel Decameron. Atti della giornata di studi (16 ottobre 2009)
- XXVI. Giovanni Pascoli. Poetica e poesia. Atti della giornata di studi (15 ottobre 2009)
- XXVII. Domenico Scarpa. Natalia Ginzburg, Pour un portrait de la tribu
- XXVIII. Réinventer les classiques. Actes des journées d'études (Poitiers-Paris, 12-14 mars, 5 avril 2008)
- XXIX. Vittorio Foa, Une traversée du siècle
- XXX. Le théâtre de Dario Fo et Franca Rame

Nouvelle série - Nuova serie
- I. Salvatore Quasimodo, Poèmes. Choix et traduction de l'italien par David Cohen, Irène Lentin et Stefano Mangano. Préface de Salvatore Silvano Nigro
- II. Nicola Chiaromonte, Le Paradoxe de l'histoire. Préface d'Adam Michnik. Introduction de Marco Bresciani. Traduit de l'italien par Carole Cavallera
- III. Hommage à Andrea Zanzotto. Actes du colloque (Paris, les 25 et 26 octobre 2012). Textes réunis par Donatella Favaretto et Laura Toppan avec la collaboration de Paolo Grossi